# Strobilanthes martinii
Strobilanthes martinii är en akantusväxtart som beskrevs av Leveille. Strobilanthes martinii ingår i släktet Strobilanthes och familjen akantusväxter. Inga underarter finns listade i Catalogue of Life.